# Trifoli
Trifoli o Trifolius en llatí fou un teòleg i prevere de començaments del segle vi.

## Biografia
No es coneix d'ell més que el seu ofici de prevere i se'l suposa romà. És conegut per la seva Epistula ad beatum Faustum senatorem contra Ioannem Scytham monachum del 519-20 dC, provocada per la visita d'uns monjos escites al papa Hormisdes a Roma per consultar una qüestió cristològica sobre la Santíssima Trinitat, l'anomenada doctrina teopàsquica, en la qual no havien aconseguit l'aprovació del patriarca de Constantinoble. L'obra de Trifoli serví per rebutjar llur interpretació.
Els escites estaven dirigits per Joan Maxenci i anaren a Roma el 519 dC amb l'esperança de guanyar el suport del papa. Tot i una pobra recepció inicial i del suport de Justinià, que aleshores havia començat a canviar d'opinió sobre la fórmula dels monjos, foren incapaços de guanyar-se el papa, que es mostrà contrari a oferir el seu suport a qui s'havien oposat obertament als seus llegats a Constantinoble. El senador romà Faust demanà consell al prevere Trifoli i ell escrigué aquesta epístola, en què es manifestava contra la traducció al llatí per part de Dionís l'Exigu de la Carta de Sant Pàtrocle als Armenis, escrita en grec. A aquesta carta havia afegit un prefaci en què defensava la interpretació dels monjos escites (la fórmula Unus ex Trinitate passus est), que Trifoli combaté amb almenys vuit subtils arguments i amb la consideració que, segons ell, no es trobava en els quatre concilis i ja havia estat condemnada al Concili de Calcedònia.